# Tomahawk Technique
Tomahawk Technique – piąty album studyjny jamajskiego piosenkarza Seana Paula. Płyta została wydana przez Atlantic Records z którą Sean Paul jest związany. Premiera odbyła się 27 stycznia 2012 roku.

## Lista utworów
| #   | Tytuł                      | Gościnnie     | Producent                               | Czas |
| --- | -------------------------- | ------------- | --------------------------------------- | ---- |
| 1.  | „Got 2 Luv U”              | Alexis Jordan | Stargate                                | 3:16 |
| 2.  | „She Doesn’t Mind”         |               | Shellback, Benny Blanco                 | 3:47 |
| 3.  | „Body”                     |               | Shellback                               | 4:10 |
| 4.  | „What I Want”              |               | Benny Blanco                            | 3:57 |
| 5.  | „Won't Stop (Turn Me Out)” |               | Stargate, Benny Blanco, Shellback       | 4:14 |
| 6.  | „Dream Girl”               |               | Stargate, Shellback                     | 3:54 |
| 7.  | „Hold On”                  |               | Benny Blanco                            | 4:08 |
| 8.  | „How Deep Is Your Love”    | Kelly Rowland | Shellback                               | 3:20 |
| 9.  | „Put It on You”            |               | Stargate, Benny Blanco                  | 3:35 |
| 10. | „Roll Wid Di Don”          |               | Sean Henriques, Jigzagula, Copper Shaun | 3:42 |
| 11. | „Touch the Sky”            | DJ Ammo       | DJ Ammo                                 | 3:52 |
| 12. | „Wedding Crashers”         |               | Stargate                                | 3:01 |
| 13. | „Waya Waya”                | Tal           | Shellback, Benny Blanco, Stargate       | 2:29 |